# کوین پارکر
کوین پارکر (انگلیسی: Kevin Parker؛ زادهٔ ۲۰ ژانویهٔ ۱۹۸۶) موسیقی‌دان، ترانه‌سرا و خواننده و تهیه‌کننده موسیقی اهل استرالیا است. او از سال ۲۰۰۵ میلادی تاکنون مشغول فعالیت بوده و بیشتر به‌عنوان خواننده و رهبر اصلی گروه سایکدلیک راک تیم ایمپالا شناخته می‌شود.
کوین پارکر در سال ۲۰۱۵ دو جایزه «مهندس سال» و «تهیه‌کنندهٔ سال» را برای آلبوم «جریان‌ها» (Currents) از انجمن صنعت ضبط استرالیا گرفت. او همچنین درامر و تهیه‌کننده گروه استرالیایی پاند است.